# Siegel (Familienname)
Siegel ist ein Familienname aus dem deutschsprachigen Raum.

## Namensträger

### A
- Abraham Siegel (1630–1682), deutscher Unternehmer
- Adam Siegel (Musiker) (* 1969), US-amerikanischer Musiker
- Adam Siegel (Filmproduzent), US-amerikanischer Filmproduzent
- Alfons Siegel (* 1947), deutscher Pädagoge und Politikwissenschaftler
- Alfred Siegel (1903–?), deutscher Radsportler
- Alois Siegel (1904–1970), deutscher Geistlicher und Heimatforscher
- Amie Siegel (* 1974), US-amerikanische Künstlerin
- Andreas Siegel (1569–1637), deutscher Unternehmer und Hammerherr
- Andrew Siegel (* 1950), US-amerikanischer Statistiker und Wirtschaftswissenschaftler
- Anna Löhn-Siegel (1830–1902), deutsche Frauenrechtlerin, Schriftstellerin und Schauspielerin
- Arnd Siegel (1937–2025), deutscher Chirurg
- Arthur Siegel (1913–1978), US-amerikanischer Fotograf
- August Siegel (1856–1936), deutscher Bergmann und Arbeiterführer

### B
- Balthasar Siegel (Hammerherr) (1534–1575), deutscher Unternehmer
- Balthasar Siegel (Hauptmann) († 1663), Amtsschreiber und Hauptmann der czerninischen Herrschaft Neudek
- Barry Siegel (* 1949), amerikanischer Journalist
- Benjamin Morton Siegel (1916–1990), US-amerikanischer Physiker
- Bernhard Siegel (1855–1933), deutscher Musikalienhändler
- Bill Siegel (1962–2018), US-amerikanischer Filmproduzent und Filmregisseur
- Bruno Siegel (1890–1949), deutscher Arbeiterfunktionär, Politiker und Widerstandskämpfer
- Bruno Siegel (Geistlicher) (1889–1945), deutscher römisch-katholischer Geistlicher und Märtyrer
- Bugsy Siegel (1906–1947), amerikanischer Gangster

### C
- Carl Siegel (Jurist) (1832–1896), deutscher Jurist
- Carl Siegel (Philosoph) (1872–1943), österreichischer Mathematiker und Philosoph
- Carl August Benjamin Siegel (1757–1832), deutscher Baumeister und Hochschullehrer
- Carl Ludwig Siegel (1896–1981), deutscher Mathematiker
- Christian Siegel (* 1966), deutscher Maler und Grafiker
- Christian Heinrich Siegel (1713–1782), deutscher Mathematiker
- Christoph Siegel (1550–1613), kursächsischer Zehntner
- Corky Siegel (* 1943), US-amerikanischer Musiker, Sänger und Komponist
- Curt Siegel (Ingenieur) (1852–1908), deutscher Ingenieur und Unternehmer
- Curt Siegel (Bildhauer) (1881–1950), deutscher Bildhauer
- Curt Siegel (Architekt) (1911–2004), deutscher Architekt und Ingenieur

### D
- Daniel Rakete Siegel (* 1980), deutscher Regisseur
- David Siegel (Filmeditor), amerikanischer Filmeditor
- David Siegel (Regisseur), amerikanischer Filmregisseur, -produzent und Drehbuchautor
- David Siegel (Webdesigner) (* 1959), amerikanischer Webdesigner
- David Siegel (Musikproduzent) (* 1973), amerikanischer Musikproduzent
- David Siegel (Skispringer) (* 1996), deutscher Skispringer
- David A. Siegel (* 1934/1935), amerikanischer Unternehmer
- Dominic Siegel (* 1995), deutscher American-Football-Spieler
- Don Siegel (1912–1991), US-amerikanischer Regisseur

### E
- Eike Siegel (1919–?), deutsche Schauspielerin
- Elisabeth Siegel (1901–2002), deutsche Pädagogin
- Emil Siegel (1861–1934), österreichischer Drucker und Verleger
- Erich Siegel (1885–1969), deutscher Kinderarzt, Emigration 1939 über Schweden in die USA
- Ernst Siegel (Heimatforscher) (1884–1965), deutscher Lehrer und Heimatforscher
- Ernst Siegel (Elektrotechniker) (1886–1938), österreichisch-tschechischer Elektrotechniker
- Ethan Siegel (Ethan R. Siegel; * 1978), US-amerikanischer theoretischer Astrophysiker
- Eva-Maria Siegel (* 1957), deutsche Literaturwissenschaftlerin

### F
- Franz Siegel (1876–1927), österreichischer Politiker (SDAP)
- Franz Josef Siegel (1943–2019), deutscher Chorleiter und Komponist
- Franz Ludwig Siegel (1812–1877), deutscher Jurist und Publizist
- Friedrich Siegel (1648–1707), deutscher Unternehmer und Hammerherr
- Friedrich Siegel (Maler) (* 1931), österreichischer Maler und Grafiker

### G
- Gabriel Siegel (1550–nach 1624), deutscher Zinnhändler und Hammerherr
- Georg Siegel (* 1962), deutscher Schach- und Backgammonspieler
- Georg Siegel (Fußballspieler) (1918–nach 1952), deutscher Fußballspieler
- Gerhard Siegel (* 1963), deutscher Opernsänger (Tenor)
- Giulia Siegel (* 1974), deutsche Schauspielerin und Moderatorin
- Günter Siegel (Leichtathlet) (1937–2021), deutscher Leichtathlet und Leichtathletiktrainer
- Günter Siegel (Mediziner) (1942–2019), deutscher Physiologe
- Günther Siegel (1903–1998), deutscher Theologe und Volkswirt
- Gustav Siegel (Heimatforscher) (1861–1931), deutscher Postbeamter und Heimatforscher
- Gustav Siegel (Designer) (1880–1970), österreichischer Innenarchitekt und Möbeldesigner

### H
- Hannelore Siegel (1941–2016), deutsche Landwirtin und Politikerin
- Hanns-Alfons Siegel, deutscher Kirchenmusiker
- Hans Siegel (Funktionär) (1943/1944–2019), deutscher Taekwondo-Funktionär
- Hans Adam Siegel (1638–1679), böhmischer Forstmann, Bergbeamter und Organist
- Hans-Werner Siegel (1914–2010), deutscher Heimatforscher und Archivar
- Hans Wilhelm Siegel (1903–1997), deutscher Kaufmann und Kunstsammler
- Harro Siegel (1900–1985), deutscher Puppenspieler
- Heinrich Siegel (Hammerherr Siegelhof) (1612–1669), deutscher Unternehmer und Hammerherr
- Heinrich Siegel (Hammerherr Schönheide) (1634–1671), deutscher Unternehmer, Erb- und Hammerherr
- Heinrich Siegel (Rechtshistoriker) (1830–1899), österreichischer Rechtshistoriker
- Helmut M. Schmitt-Siegel (* 1943), deutscher Gestalter
- Herbert J. Siegel (1928–2023), US-amerikanischer Investor
- Hermann Siegel (1876–1944), deutscher Opernsänger (Bass)
- Horst Siegel (Radsportler) (* 1921), Radsportler in der DDR
- Horst Siegel (Architekt) (1934–2020), deutscher Architekt

### I
- Isaac Siegel (1880–1947), US-amerikanischer Jurist und Politiker

### J
- James Siegel (* 1954), US-amerikanischer Manager
- Janis Siegel (* 1952), US-amerikanische Sängerin
- Jeremias Siegel (1594–1646), deutscher Unternehmer und Hammerherr
- Jerome M. Siegel, US-amerikanischer Verhaltensforscher
- Jerry Siegel (Jerome Siegel; 1914–1996), US-amerikanischer Comicautor
- Joachim Siegel (1909–1980), deutscher Maler
- Joel Siegel (1943–2007), US-amerikanischer Filmkritiker
- Johann Bernhard Siegel (1751–1833), deutscher Jurist und Politiker
- Johann Gottlieb Siegel (1699–1755), deutscher Rechtswissenschaftler
- Joseph Siegel (Mediziner) (1789/1790–1870), deutscher Arzt
- Joseph Siegel (* 1963), US-amerikanischer Geistlicher, Bischof von Evansville
- Julian Siegel (* 1966), britischer Jazzmusiker

### K
- Karl Siegel (Oberamtmann) (1832–1896), badischer Oberamtmann
- Karl Siegel (Jurist) (1884–1969), deutscher Jurist
- Karl Siegel (Unternehmer) (1927–2016), deutscher Unternehmensgründer
- Karl-August Siegel (1916–1990), deutscher Geistlicher, Weihbischof von Osnabrück
- Kate Siegel (* 1982), US-amerikanische Schauspielerin und Drehbuchautorin
- Kathy Siegel, Spezialeffektkünstlerin
- Kriemhild Siegel (* 1972), deutsche Sängerin

### M
- Melchior Siegel (1515–1588), deutscher Zehntner und Hammerherr
- Melchior Siegel junior (1613–1689), böhmischer Kommunalpolitiker und Stadtrichter
- Melchior Wolfgang Siegel (1622–1685), kurfürstlich-sächsischer Amtsschösser bzw. Amtmann
- Michael Siegel (Rechtsanwalt) (1882–1979), deutscher Rechtsanwalt
- Michael Harro Siegel (1900–1985), deutscher Puppenspieler, siehe Harro Siegel
- Michael S. Siegel, US-amerikanischer Schauspieler und Synchronsprecher
- Mike Siegel (* 1967), deutscher Autor und Regisseur
- Mike Siegel (Moderator), US-amerikanischer Radiomoderator
- Monique Siegel (* 1989), deutsche Skilangläuferin
- Monique R. Siegel (1939–2019), Wirtschaftsberaterin, Wirtschaftsethikerin und Sachbuchautorin

### N
- Nico Siegel (* 1970), deutscher Politikwissenschaftler
- Nolan Siegel (* 2004), US-amerikanischer Automobilrennfahrer

### O
- Oskar Siegel (1875–1938), deutscher Unternehmensgründer
- Otto Siegel (Szenenbildner) (1897–1962), US-amerikanischer Szenenbildner
- Otto Siegel (1909–1987), deutscher Agrikulturchemiker

### P
- Paul Siegel (Jurist) (1880–1961), deutscher Jurist und Notar
- Paul Siegel (Politiker (KPD)) (1897–1982), deutscher Politiker (KPD) und Widerstandskämpfer gegen den Nationalsozialismus
- Paul Siegel (Literaturwissenschaftler) (Paul Noah Siegel; 1916–2004), US-amerikanischer Literaturwissenschaftler und Shakespeare-Forscher
- Paul Siegel (Schachspieler) (1916–??), deutscher Schachspieler
- Paul Siegel, eigentlicher Name von Shaul Sagiv (* 1924), israelischer Holocaust-Überlebender und Autor
- Paul B. Siegel (* 1953), Wirtschaftswissenschaftler
- Peter Siegel (1485–1560), deutscher Pfarrer
- Philip Siegel (* 1965), deutscher Journalist

### R
- Rainer Siegel (* 1963), österreichischer Schriftsteller
- Ralph Siegel (* 1945), deutscher Komponist und Musikproduzent
- Ralph Maria Siegel (1911–1972), deutscher Komponist und Texter
- Reva Siegel (* 1956), US-amerikanische Rechtswissenschaftlerin
- Robert Siegel (Schriftsteller) (1939–2012), US-amerikanischer Schriftsteller und Anglist
- Robert Siegel (Journalist) (* 1947), US-amerikanischer Journalist und Hörfunkmoderator
- Robert A. Siegel (1913–1993), US-amerikanischer Philatelist
- Robert D. Siegel (* 1971), US-amerikanischer Drehbuchautor und Regisseur
- Robert T. Siegel (1928–2000), US-amerikanischer Physiker
- Rolf Tarrach Siegel (* 1948), spanischer Physiker und Hochschullehrer
- Rudolf Siegel (Vizeadmiral) (1852–1912), deutscher Vizeadmiral
- Rudolf Siegel (Musiker) (1878–1948), deutscher Dirigent und Komponist
- Rudolph E. Siegel (1900–1975), US-amerikanischer Arzt und Medizinhistoriker

### S
- Sarah Siegel-Magness (* 1974), US-amerikanische Unternehmerin, Filmproduzentin und -regisseurin
- Sloane Morgan Siegel (* 2000), US-amerikanischer Schauspieler und Synchronsprecher
- Sol C. Siegel (1903–1982), US-amerikanischer Filmproduzent
- Steffen Siegel (* 1976), deutscher Fototheoretiker

### T
- Theodor Siegel (* 1940), deutscher Wirtschaftswissenschaftler und Hochschullehrer
- Thorsten Siegel (* 1967), deutscher Jurist und Hochschullehrer

### W
- Walter Siegel (* 1977/1978), deutscher Dirigent und Sänger
- Warren Siegel (* 1952), US-amerikanischer Physiker
- Wilhelm Siegel (1890–1977), deutscher Pädagoge und Politiker (SPD)
- Wolfgang Siegel (1583–1644), deutscher Bergbeamter